# A88 road
Die A88 road (englisch für Straße A88) ist eine knapp 5 km lange Straße in Schottland (und damit die kürzeste der A roads mit zweistelliger Nummer), die nördlich von Falkirk die A9 road im Westen mit der A905 road im Osten verbindet.

## Verlauf
Die im Wesentlichen parallel zum M876 motorway (zwischen Anschlüssen junction 2 und junction 3) verlaufende Straße führt von der A905 am River Forth kurz vor dessen Einmündung in den Firth of Forth durch Stenhousemuir nach Larbert, wo sie auf die A9 trifft, die hier über die junction 2 mit dem M876 verknüpft ist.